# Gostivar
Gostivar (makedonska: Гостивар [ˈɡɔstivar] lyssna (fil), albanska: Gostivar eller Gostivari) är en stad i kommunen Gostivar i nordvästra Nordmakedonien. Staden ligger vid floden Vardar, nära gränsen till Kosovo och Albanien. Gostivar hade 32 814 invånare vid folkräkningen år 2021.
Gostivar ligger i ett frukt- och grönsaksodlingsdistrikt och har flera byggnadsminnen från osmansk tid.
Av invånarna i Gostivar är 44,09 % albaner, 33,44 % makedonier, 15,33 % turkar och 5,35 % romer (2021).